# Bruce Cockburn
Pour les articles homonymes, voir Cockburn.
Vous pouvez aider à l'améliorer ou bien discuter des problèmes sur sa page de discussion.
- Il ne cite pas suffisamment ses sources. Vous pouvez indiquer les passages à sourcer avec {{référence nécessaire}} ou {{Référence souhaitée}}, et inclure les références utiles en les liant aux notes de bas de page. (Marqué depuis novembre 2020)
- Son texte doit être wikifié : il ne correspond pas à la mise en forme Wikipédia (style, typographie, liens internes, liens entre les wikis, etc.). (Marqué depuis juillet 2025)

- Archive Wikiwix
- Bing
- Cairn
- DuckDuckGo
- E. Universalis
- Gallica
- Google
- G. Books
- G. News
- G. Scholar
- Persée
- Qwant
- (zh) Baidu
- (ru) Yandex
- (wd) trouver des œuvres sur Wikidata

Bruce Douglas Cockburn, né le 27 mai 1945, est un chanteur, auteur-compositeur-interprète et guitariste canadien, Membre de l'Ordre du Canada. Ses styles de chansons vont du folk au rock influencé par le jazz et ses paroles couvrent un large éventail de sujets, notamment les droits de l'homme, les questions environnementales, la politique et le christianisme.
Cockburn a écrit plus de 350 chansons sur 34 albums au cours d'une carrière de plus de 55 ans, dont 22 ont reçu une certification canadienne or ou platine à partir de 2018, et il a vendu plus d'un million d'albums au Canada seulement. En 2014, il a publié ses mémoires, Rumours of Glory. En 2016, son album Christmas a été certifié six fois platine au Canada pour des ventes de plus de 600 000 exemplaires.

## Jeunesse et éducation
Bruce Cockburn est né en 1945 à Ottawa, en Ontario, et a passé quelque temps à la ferme de son grand-père à l'extérieur de Chelsea, au Québec, mais il a grandi à Westboro une banlieue d'Ottawa, quand il était adolescent. Son père, Doug Cockburn, était un radiologue, devenant par la suite chef du service de radiographie diagnostique de ce qu'on appelait alors l'Hôpital civil d'Ottawa. Il a déclaré dans des interviews que sa première guitare était celle qu'il avait trouvée vers 1959 dans le grenier de sa grand-mère, qu'il ornait d'étoiles dorées et jouait des succès radiophoniques. Cette guitare a été remplacée lorsque ses parents lui ont acheté une archtop Kay qui avait des cordes à enroulement plat et un micro DeArmond après que son premier professeur de guitare, Hank Sims, l'ait déclaré injouable.
Plus tard, il apprend le piano et le solfège avec Peter Hall, l'organiste de la Westboro United Church, que Bruce et sa famille fréquentaient. Cockburn avait écouté du jazz et voulait apprendre la composition musicale. Hall l'a encouragé et, avec son ami Bob Lamble, ils ont passé beaucoup de temps chez Hall à écouter et discuter du jazz.
Bruce a fréquenté le lycée de Nepean, où sa photo d'annuaire de 1964 déclare son désir « de devenir musicien ». Le professeur de musique de Nepean à l'époque, Ronald E.J. Milne, a dit en 1988 que, bien que Bruce n'ait pas choisi l'option musique comme cour académique, il le voyait souvent jouer de la guitare. Après avoir obtenu son diplôme, il a pris un bateau pour l'Europe et a fait la tournée à Paris.
Bruce a fréquenté la Berklee School of Music de Boston, où ses études comprenaient la composition de jazz, pendant trois semestres entre 1964 et 1966. Cette année-là, il a abandonné et s'est joint à un groupe d'Ottawa appelé The Children, qui a duré environ un an.

## Carrière

### Début de carrière
Au début de 1967, il rejoint la formation finale des Esquires, puis il a déménagé à Toronto cet été là pour former The Flying Circus avec Marty Fisher et Gordon MacBain, anciens membres de Bobby Kris & The Imperials et Neil Lillie, ancien membre de Tripp. Le groupe a fait des enregistrements à la fin de 1967 (qui restent inédit) avant de changer son nom en Olivus au printemps de 1968, date à laquelle Lillie (qui a changé son nom en Neil Merryweather) avait été remplacé par Dennis Pendrith de Livingstone's Journey. Olivus fait l'ouverture des concerts de Jimi Hendrix Expérience et Cream  en avril 1968. Cet été là, Cockburn a rompu le groupe avec l'intention de débuter une carrière solo, mais s'est retrouvé dans le groupe 3's a Crowd avec David Wiffen, Colleen Peterson et Richard Patterson, qui avait été membre de The Children. Après avoir enregistré avec eux sur une période d'un an, il a quitté le groupe au printemps 1969 pour poursuivre une carrière solo.
La première apparition solo de Bruce Cockburn était au Festival folklorique de Mariposa en 1967 et en 1969, il était en tête d'affiche. En 1970, il sort son premier album solo. Un single, Going to the Country, figurait dans le Top 50 Canadian Chart du RPM.
Le travail de guitare et l'écriture de chansons de Bruce lui ont valu un public enthousiaste. Ses premières chansons comportaient des images rurales et nautiques et des métaphores bibliques. Élevé comme agnostique, au début de sa carrière, il est devenu chrétien. Beaucoup de ses albums des années 1970 se réfèrent à des thèmes chrétiens, qui à leur tour informent de ses préoccupations pour les droits de l'homme et l'environnementalisme. Ses références au christianisme incluent l'imagerie du Graal du poète chrétien du XXe siècle Charles Williams et les idées du théologien Harvey Cox.
En 1970, il est devenu associé avec Bernie Finkelstein dans la société d'édition musicale Golden Mountain Music. Il a remporté le prix Juno, pour le chanteur canadien de l'année, trois années de suite, de 1971 à 73. Il a été nommé comme chanteur folk canadien de l'année et chanteur masculin de l'année aux prix Juno de 1974.
Alors qu'il était populaire au Canada depuis des années, il n'a eu un grand impact aux États-Unis qu'en 1979, avec la sortie de l'album Dancing in the Dragon's Jaws. Le premier single de l'album, Wondering Where the Lions Are, atteint la 21e place du Billboard Hot 100 aux États-Unis en juin 1980, ce qui lui vaut une apparition dans l'émission de télévision du réseau NBC, Saturday Night Live. Le label de Bruce, True North Records, a également signé un accord de distribution avec Recordi Records en Italie.

### Années 80 et 90
Au cours des années 1980, l'écriture de chansons de Bruce est devenue de plus en plus urbaine, mondiale et politique à mesure qu'il s'impliquait davantage dans des causes progressistes. Ses préoccupations politiques ont d'abord été évoquées sur les albums: Humans, Inner City Front et The Trouble with Normal. Ils sont devenus plus évidents en 1984, avec son deuxième succès à la radio américaine, If I Had a Rocket Launcher (no 88 aux États-Unis) de l'album Stealing Fire. Il avait écrit la chanson un an plus tôt, après avoir visité des camps de réfugiés guatémaltèques au Mexique qui ont été attaqués par des hélicoptères militaires guatémaltèques. Son activisme politique se poursuit jusqu'à présent. Son penchant internationaliste se reflète dans les nombreuses influences de la musique du monde dans sa musique, y compris le reggae et la musique latine. Il publie en 1986 son album World of Wonders qui contient sa chanson la plus populaire, Call It Democracy, une vidéo tournée d'après cette pièce a été produite et a beaucoup tourné sur les ondes de MTV.
En 1991, Intrepid Records sort Kick at the Darkness, un album hommage à Cockburn dont le titre provient d'une phrase de sa chanson Lovers in a Dangerous Time. Il présente la reprise de Barenaked Ladies de cette chanson, qui est devenue leur premier succès dans le Top 40 et un élément de leur succès précoce. Ces paroles ont également été référencées par U2 dans leur chanson God Part II de leur album Rattle and Hum. Toujours en 1991, trois des chansons de Cockburn ont été répertoriées dans un sondage du Toronto Star parmi les meilleures chansons de tous les temps à Toronto.
Au début des années 1990, il a fait équipe avec T Bone Burnett pour deux albums, Nothing but a Burning Light et Dart to the Heart. Ce dernier comprenait une chanson, Closer to the Light, inspirée de la mort du compositeur Mark Heard, un ami proche de Cockburn et Burnett. Cockburn se réfère fréquemment à Heard comme son auteur-compositeur préféré et il était l'un des nombreux artistes qui ont rendu hommage à Heard sur un album Strong Hand of Love: A Tribute to Mark Heard en 1994 et une vidéo intitulée Strong Hand of Love.

### Années 2000
En 2001, Cockburn a joué dans le cadre du concert Music Without Borders, un avantage pour l'appel d'alerte aux donateurs des Nations unies, qui a permis de recueillir des fonds pour les réfugiés d'Afghanistan, au Air Canada Centre à Toronto.
En janvier 2003, Cockburn a terminé l'enregistrement de son 21e album, You've Never Seen Everything, qui comprend des contributions d'Emmylou Harris, Jackson Browne, Sam Phillips, Sarah Harmer, Hugh Marsh, Jonell Mosser, Larry Taylor et Dallas Hodge. (Taylor et Hodges, anciennement de Canned Heat qui ont joué à Monterey et Woodstock dans les années 1960, sont peut-être mieux connus pour leur travail avec Tom Waits).
Certains des documents publiés précédemment par Cockburn avaient été rassemblés dans plusieurs albums : Resume, Mummy Dust et Waiting for a Miracle. Sa première compilation s'intitule Resume sortie  en 1981
Cockburn a joué un set lors du concert Live 8 à Barrie, Ontario, le 2 juillet 2005. Speechless, une compilation instrumentale de matériel nouveau et publié précédemment, est sorti le 24 octobre 2005. Son 22e album quant à lui, Life Short Call Now, est sorti le 18 juillet 2006.
Le sénateur canadien et général à la retraite Roméo Dallaire, qui est actif dans la collecte de fonds humanitaires et la sensibilisation, est apparu sur scène à l'Université de Victoria avec Cockburn. Le concert du 4 octobre 2008 a eu lieu pour aider le sort des enfants soldats.
En 2009, Cockburn s'est rendu en Afghanistan pour rendre visite à son frère, le capitaine John Cockburn, et pour donner un concert pour les troupes canadiennes. Il a interprété sa chanson de 1984 : If I had a rocket launcher et a été temporairement récompensé d'un lance-roquettes par l'armée. Cockburn a déclaré que, même s'il n'était pas certain de l'invasion initiale de l'Afghanistan, il soutenait le rôle du Canada dans ce pays.
Cockburn a sorti l'album studio Small Source of Comfort en 2011. Lois on the Autobahn, un instrumental joyeux et expérimental rappelant Rouler sa bosse de Salt, Sun and Time est un hommage à la mère de Cockburn, Lois, qui a succombé au cancer en 2010.
En 2018, son album Bone on Bone, a été nommé Album de l'année Contemporary Roots aux Juno Awards.
Il publie en 2019 son dernier album à ce jour, Crowing Ignites, qui est totalement instrumental, à l'instar de Speechless produit en 2005.

## Distinctions
- 1982 -  Membre de l'Ordre du Canada[1]
- 2002 -  Officier de l'Ordre du Canada[1]

## Discographie

### Albums studio
- Bruce Cockburn (1970)
- High Winds, White Sky (1971)
- Sunwheel Dance (1972)
- Night Vision (1973)
- Salt, Sun and Time (1974)
- Joy Will Find a Way (1975)
- In the Falling Dark (1976)
- Circles in the Stream (1977)
- Further Adventures Of (1978)
- Dancing in the Dragon's Jaws (1979)
- Humans (1980)
- Inner City Front (1981)
- The Trouble With Normal (1983)
- Stealing Fire (1984)
- World of Wonders (1986)
- Big Circumstance (1989)
- Nothing But a Burning Light (1991)
- Christmas (1993)
- Dart to the Heart (1994)
- The Charity of Night (1996)
- Breakfast in New Orleans, Dinner in Timbuktu (1999)
- You've Never Seen Everything (2003)
- Speechless (2005)
- Life Short Call Now (2006)
- Small Source of Comfort (2011)
- Bone on Bone (2017)
- Crowing Ignites (2019)

### Albums live
- Live (1990)
- Focus Tracks From Bruce Cockburn Live (1990)
- You Pay Your Money and you Take Your Chance (1997)
- Slice O Life (2009)

### Compilations
- Resume (1981)
- Mummy Dust (1981)
- Rumours of Glory (1985) - Coffret 8 CD + 1 DVD
- The World of Bruce Cockburn (1986) - Album Promo
- Waiting for a Miracle: Singles 1970–1987 (1987)
- If a Tree Falls (1990) - Australie uniquement
- Anything Anytime Anywhere: Singles 1979–2002 (2002)
- True North : A 50th Anniversary Box Set (2020) - Coffret contenant 5 Disques vinyles : Bruce Cockburn en vinyle jaune, The Charity of Night en vinyle pourpre et Breakfast in New Orleans, Dinner in Timbuktu en vinyle bleu.

### DVD
- Bruce Cockburn Live (1984)
- Bruce Cockburn (1991)
- Full House (2005)
- Pacing The Cage - The Feature Documentary (2013)

## Northern Lights
- Tears Are Not Enough : Avec Bryan Adams, Jim Valance, Burton Cummings, Geddy Lee, Anne Murray, Bob Rock, Gordon Lightfoot, Carole Pope, Corey Hart, Dan Hart, David Foster, Ian Thomas, Joni Mitchell, Lisa Dal Bello, Neil Young, Liona Boyd, etc. (1985)

## Strong Hand of Love: A Tribute to Mark Heard
- Bruce guitare et chant sur Strong Hand of Love (1994)

## The Children
- Time Capsule: The Unreleased 1960's Masters (2013) - Compilation datant de 1966 - 67.

### Album hommage
- Kick at the Darkness (1991) - Avec Barenaked Ladies, Jane Siberry, Swing Gang, etc.

## Source et références
Source
(en) Cet article est partiellement ou en totalité issu de la page de Wikipédia en anglais intitulée « Bruce Cockburn » (voir la liste des auteurs).
Références
1. 1 2  (en) « M. Bruce Cockburn », sur La gouverneure générale du Canada (consulté le 19 juillet 2025)